# Huan Yuan
Huan Yuan (chinesisch 環淵 / 环渊, Pinyin Huán Yuān), nach Angaben des Shiji ursprünglich aus dem Staat Chu, war ein chinesischer Philosoph aus der Zeit der Streitenden Reiche. Er gilt als einer der Hauptvertreter des Daoismus und war Mitglied der Jixia-Akademie (chinesisch 稷下學宮, Pinyin Jìxià xúegōng) im alten Staat Qi, dem geistigen Zentrum der damaligen chinesischen Welt. Laut Shiji studierte er die Ideen des Huang-Lao-Daoismus und schrieb ein Buch über Fragen von Ordnung und Unordnung. Keine seiner Schriften ist überliefert.